# Благодатное (Раздельнянский район)
Благодатное (укр. Благодатне, до 2016 г. — Кирово) — село, относится к Раздельнянскому району Одесской области Украины.
Население по переписи 2001 года составляло 575 человек. Почтовый индекс — 67460. Телефонный код — 4853. Занимает площадь 0,498 км². Код КОАТУУ — 5123983001.

## История
Село основано в 1808 году немецкими колонистами под названием Баден. До 18 октября 2019 село было центром Кировского сельского совета.

## Местный совет
67460, Одесская обл., Раздельнянский р-н, с. Калантаевка